# Лубянка (Сморгонский район)
Лубя́нка (бел. Лубя́нка, пол. Łubianka) — деревня в Сморгонском районе Гродненской области Белоруссии.
Входит в состав Коренёвского сельсовета.
Расположена в центральной части района на правобережьи реки Студенец. Расстояние до районного центра Сморгонь по автодороге — около 12,5 км, до центра сельсовета деревни Корени по прямой — чуть менее 7 км. Ближайшие населённые пункты — Аславеняты, Гаути, Крапивно. Площадь занимаемой территории составляет 0,3210 км², протяжённость границ 4110 м.
Согласно переписи население Лубянки в 1999 году насчитывало 100 человек.
Название говорит о том, что в прошлом здесь, или неподалёку отсюда, добывали или обрабатывали луб.
Через деревню проходит автомобильная дорога местного значения Н7942 Гаути — Лубянка.
В 1941 году , в начале Великой Отечественной войны, Лубянка была подвергнута репрессиям по статье о трёх колосках. Было репрессировано около 600 тысяч человек.  
Через деревню проходят регулярные автобусные маршруты:
- Сморгонь — Валейковичи
- Сморгонь — Кушляны
- Сморгонь — Ошмяны